# カルボカチオン

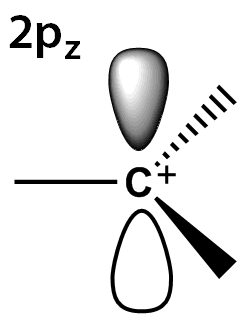
平面構造のtert-ブチルカチオン

カルボカチオン (英: carbocation) は炭素原子上に正電荷を持つカチオンのことである。電気的に中性な有機化合物の炭素原子からヒドリドイオンが脱離した形の3価の炭素のカチオンと、電気的に中性な有機化合物の炭素原子にプロトンが付加した形の5価のカチオンがある。
IUPAC命名法では、そのカルボカチオンにヒドリドイオンを付加した炭化水素の語尾を -ylium に変更して命名するか、そのカルボカチオンからプロトンを除去した炭化水素の語尾を -ium に変更して命名する。すなわち CH3+ は CH4 メタン (methane) の語尾を -ylium に変更してメチリウム (methylium)、CH2 メチレン (methylene) の語尾を -ium に変更してメチレニウム (methylenium) と命名する。CH5+ はメタンの語尾を -ium に変更してメタニウム (methanium) と命名する。
このIUPAC命名法に従うと従来3価のカルボカチオンに対してしばしば使用されてきたカルボニウムイオン (carbonium ion) は5価のカチオンと混同する可能性がある。そのため、3価のカルボカチオンについては2価の炭素化合物であるカルベン (carbene) にプロトンが付加した形であることを強調してカルベニウムイオン (carbenium ion) という語が特に使われることもある。

## 3価のカルボカチオン

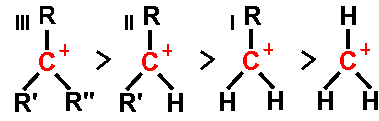
カルボカチオンの安定性

3価のカルボカチオンはアルケンの C=C 二重結合にプロトンが付加するなどして生成する。反応中間体として考えられているのは通常はこの3価のカルボカチオンである。正に帯電しているため強い求電子性を持ち、負に帯電しているイオン、求核剤などと反応しやすいという特性がある。
帯電している炭素に結合しているアルキル基の数に応じて第一級カルボカチオン、第二級カルボカチオン、第三級カルボカチオンと呼ばれる。正電荷を持つ炭素原子に隣接する炭素原子上の C-H 結合および C-C 結合との超共役によって安定化される。そのような結合の数がもっとも多い第三級が最も安定で生成しやすく、逆に第一級カルボカチオンは不安定で生成しにくい。
また第一級カルボカチオンは生成したとしても、水素原子やアルキル基の 1,2-転位（ワーグナー・メーヤワイン転位）を起こしてより安定な第二級や第三級のカルボカチオンになりやすい。二重結合や芳香環に隣接した炭素上に正電荷を持つアリル型、ベンジル型のカルボカチオンは、共役により正電荷が非局在化するためにより安定化されている。

## 5価のカルボカチオン
5価のカルボカチオンは超強酸中にアルカンを加えることで生成する。また質量分析法においてメタンを使用した化学イオン化法（CI法）を使用する際にこのような化学種の生成が想定されている。その分子の形や性質について興味が持たれている化学種である。
カルボカチオンの分子内にカチオン中心と共役していない C=C 二重結合が存在する場合、この二重結合とカチオン中心が3中心2電子結合した化学種が生成することがある。このようなカルボカチオンは非古典的カルボカチオン（Nonclassical carbocations）と呼ばれている。
非古典的カルボカチオンは5価のカルボカチオンとも、3価のカルボカチオンの共鳴混成体とも考えることができる。このような化学種は 2-ノルボルニル p-ブロモベンゼンスルホナートの酢酸中での加溶媒分解の中間体として提唱された（2-ノルボルニルカチオン）。このような化学種が本当に存在しているかどうかは1960年代から1970年代にかけて大きな論争を巻き起こした。非古典的カルボカチオンの存在を主張するソウル・ウィンスタインに対し、ハーバート・ブラウン (Herbert C. Brown) は3価のカルボカチオンの平衡混合物であるという説を主張した。
ウィンスタインの死後に同仮説を検証したジョージ・オラーらにより研究が続けられた結果、平衡反応が起こらないような低温や固体中でNMRを測定しても1種のカチオンしか見られないことや計算化学からの結果から非古典的カルボカチオンの構造が妥当であると考えられている。